# Megarine
Megarine est une commune de la wilaya de Touggourt en Algérie.